# Sparaxis caryophyllacea
Sparaxis caryophyllacea är en irisväxtart som beskrevs av Peter Goldblatt. Sparaxis caryophyllacea ingår i släktet Sparaxis och familjen irisväxter. Inga underarter finns listade i Catalogue of Life.